# Rimator
Genre
Rimator est un genre de passereaux de la famille des Pellorneidae. Il se trouve à l'état naturel en Asie du Sud-Est,, et du Sud ainsi qu'en Chine.

## Liste des espèces
Selon la classification de référence du Congrès ornithologique international (version 8.1, 2018) :
- Rimator albostriatus Salvadori, 1879 — Turdinule à raies blanches
- Rimator malacoptilus Blyth, 1847 — Turdinule à long bec
- Rimator pasquieri Delacour & Jabouille, 1930 — Turdinule de Pasquier, Turdinule à gorge blanche